# Episema albida
Episema albida là một loài bướm đêm trong họ Noctuidae.